# Мурахолов
Мурахоло́в (Formicarius) — рід горобцеподібних птахів родини мурахоловових (Formicariidae). Включає 6 видів.

## Поширення
Рід поширений в субтропічних і тропічних регіонах Центральної і Південної Америки.

## Опис
Невеликі птахи завдовжки 17—19 см, схожі на піт або дроздів. Тіло пухке з короткими закругленими крилами, довгими і сильними ніжками і коротким квадратним хвостом. Оперення червоно-коричневого забарвлення, темніше на голові і червоніше на грудях та череві. На голові є чітка періокулярного область.

## Спосіб життя
Трапляються у дощових та алювіальних лісах. Моногамні птахи, які живуть парами. Проводять більшу частину часу на землі, слідуючи за мурахами-легіонерами, полюючи на комах та інших дрібних тварин, що рятуються від навали мурах. Під час репродуктивного періоду обидві статі співпрацюють на різних стадіях розмноження, включаючи висиджування.

## Види
- Мурахолов рудоголовий (Formicarius colma)
- Мурахолов чорноголовий (Formicarius nigricapillus)
- Мурахолов рудошиїй (Formicarius analis)
- Мурахолов мексиканський (Formicarius moniliger)
- Мурахолов рудолобий (Formicarius rufifrons)
- Мурахолов рудоволий (Formicarius rufipectus)